# Шмалько, Андрей Никитович
Андрей Никитович Шмалько (1903, село Перепелицевка Валковского уезда Харьковской губернии, теперь Валковского района Харьковской области — 17 февраля 1974, Харьков) — советский государственный деятель. Кандидат в члены ЦК КП(б)У в 1938—1940 г. Депутат Верховного Совета УССР 1-го созыва. Кандидат исторических наук. Ректор Украинского финансово-экономического института (теперь Киевского национального экономического университета). Дед писателя Андрея Валентинова.

## Биография
Родился в бедной крестьянской семье, отец работал на шахтах. В декабре 1916 — январе 1918 г. — наймит у помещиков Левченко и Красицкого. В январе 1918 — марте 1921 г. — чернорабочий Валковского кирпичного завода Харьковской губернии. В 1920 году вступил в комсомол.
В марте 1921 — июле 1922 г. — красноармеец, пулеметчик 3-го коммунистического батальона особого назначения (ЧОН) 9-го Богодуховского полка РККА.
В июле 1922 — сентябре 1923 г. — курсант Харьковской губернской партийной школы. В сентябре 1923 — апреле 1924 г. — рабочий Янковского и Гутянского сахарных заводов Харьковской губернии. В апреле 1924 — ноябре 1925 г. — заведующий организационным отделом Ахтырского окружного комитета комсомола (ЛКСМУ) Харьковской губернии.
Член РКП(б) с августа 1924 года.
В ноябре 1925 — сентябре 1927 г. — в Красной армии: служил красноармейцем и политработником 3-й авиационной эскадрильи 20-го Киевского авиационного парка.
В сентябре 1927 — марте 1930 г. — студент Коммунистического университета имени Артема в Харькове.
Принимал активное участие в процессах коллективизации в Украинской ССР в начале 30-х годов. В 1929—1930 г. — уполномоченный по хлебозаготовкам на Полтавщине. В марте 1930 — ноябре 1931 г. — пропагандист ЦК КП(б)У по коллективизации и организационно-массовой работе в городе Шепетовке.
В ноябре 1931 — марте 1934 г. — студент Харьковского электротехнического института.
В марте — августе 1934 г. — заместитель начальника политического отдела Кашмановской машинно-тракторной станции Карловского района Харьковской области. В августе 1934 — феврале 1935 г. — заместитель начальника политического отдела Лозовского машинно-тракторной станции Харьковской области. В феврале 1935 — феврале 1936 г. — заместитель директора по политической части Лозовской машинно-тракторной станции Харьковской области.
В сентябре 1936 — январе 1938 г. — слушатель историко-партийного отделения Института красной профессуры в Москве.
В январе — ноябре 1938 г. — 2-й секретарь Харьковского областного комитета КП(б)У. 26 июня 1938 года был избран депутатом Верховного Совета УССР 1-го созыва по Валковскому избирательному округу № 235 Харьковской области. В 1938 году некоторое время находился в тюремном заключении.
В январе 1939 — январе 1940 г. — начальник транспортного отдела Харьковского электромеханического и турбогенераторного завода имени Сталина.
В январе 1940 — октябре 1941 г. — директор Украинского финансово-экономического института в Харькове. В октябре 1941 — августе 1942 г. — директор Украинского финансово-экономического института в городе Ташкенте. В 1942 году окончил Ташкентский финансово-экономический заочный институт.
В августе 1942 — ноябре 1946 г. — в Красной армии. Учился в танковом училище, с июля 1943 года служил лектором политического отдела 4-й Гвардейской танковой армии Брянского и 1-го Украинского фронтов.
В ноябре 1946 — мае 1948 г. — секретарь Николаевского областного комитета КП(б)У по пропаганде.
В мае 1948 — сентябре 1952 г. — заведующий кафедрой марксизма-ленинизма Харьковского сельскохозяйственного института. В 1952 году защитил кандидатскую диссертацию по историческим наукам.
В сентябре 1952 — сентябре 1953 г. — старший преподаватель Харьковского фармацевтического института. В сентябре 1953 — мае 1956 г. — преподаватель, а в мае 1956 — сентябре 1962 г. — доцент Харьковского медицинского института. В сентябре 1962 — июне 1971 г. — доцент Харьковского авиационного института.
С июня 1971 года — на пенсии в Харькове.

## Звание
- капитан
- майор

## Награды
- орден Красного Знамени (12.03.1945);
- орден Красной Звезды (26.05.1945);
- два ордена Отечественной войны 2-й степени (12.06.1944; 15.08.1944);
- орден Знак Почета (1948);
- медали